# Alexei Nikititsch Wolkonski

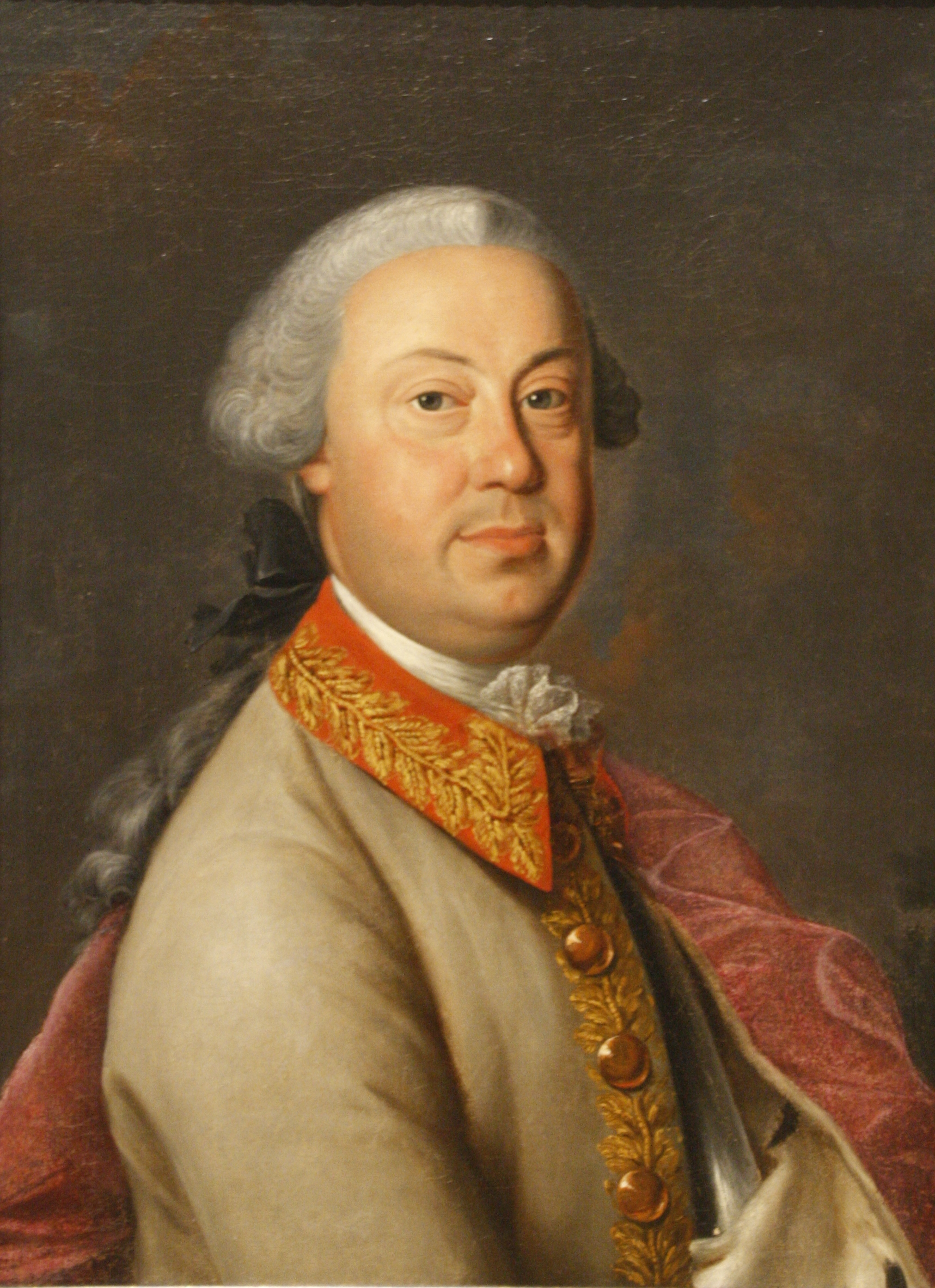
Alexei Nikititsch Wolkonski (1758)

Alexei Nikititsch Wolkonski (russisch: Алексей Никитич Волконский; * 1720; † 21. April 1781) war ein Generalmajor in der Kaiserlich-russischen Armee. Durch eine Erbschaft wurde er, gemeinsam mit seinem Bruder, zum Großgrundbesitzer. 

## Militärischer Werdegang
Seine militärische Ausbildung begann im 1. Kadetten-Korps zu Sankt Petersburg, die er 1738 im Rang eines Fähnrichs abschloss. Er war von 1735 bis 1739 Teilnehmer im Siebenjährigen Krieg und wurde nach der Machtübernahme Katharinas II. als Oberstleutnant in das ukrainische Regiment übernommen und zum Oberst befördert. 1762 wurde er am 30. November zum Generalmajor befördert. 

## Herkunft und Familie

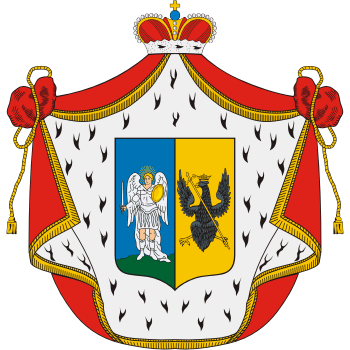
Wappen der Fürsten Wolkonski

Knes A.N. Wolkonski stammte aus dem uralten russischen Rurikengeschlecht Wolkonski. Sein Vater war der ehemalige Hofnarr von Anna Iwanowna und spätere russische Kapitän Nikita Fedorowitsch Wolkonski († 1740), der mit Agrafena Petrowna verheiratet war. Alexei Nikititsch und sein älterer Bruder Michail Nikititsch Wolkonski (1713–1788) wurden von ihrem Großvater Alexei Petrowitsch Bestuschew-Rjumin  in Kurland erzogen. Alexei Nikititsch heiratete Margarita Rodinovna Kosheleva († 1790), ihre Nachkommen waren:
- Michail Alexeijewitsch Wolkonski († 1786), Brigadier
- Katharina Alexeijewna Wolkonski (1754–1829) ⚭ Alexei Iwanowitsch Mussin-Puschkin (1744–1817)
- Nikolai Alexeijewitsch Wolkonski (1757–1834), Generalleutnant
- Petr Alexeijewitsch Wolkonski (1759–1827), Brigadier